# Tom & Jerry (filme de 2021)
Tom & Jerry (bra: Tom & Jerry: O Filme / prt: Tom & Jerry) é um filme americano de comédia de 2021 que mistura live-action com animação produzido pelo Warner Animation Group e baseado nos personagens de mesmo nome criados por William Hanna e Joseph Barbera O filme é dirigido por Tim Story (que também é produtor executivo do filme), escrito por Kevin Costello, e estrelado pela famosa dupla de gato e rato, Tom e Jerry. Também será estrelado por Chloë Grace Moretz, Michael Peña, Rob Delaney, Colin Jost e Ken Jeong.
Originalmente planejado como um filme que misturaria live-action com animação no estilo Alvin e os Esquilos (2007) em 2009, o filme definhou no inferno do desenvolvimento, com planos de ir para um filme totalmente de animação prometendo capturar as mesmas veias dos desenhos animados clássicos da década de 1940- 1950 em 2015. Em 2018, foi confirmado que manteria essas veias, embora fosse oficialmente um filme que misturaria live-action com animação no estilo de Uma Cilada para Roger Rabbit (1988), que começaria a ser filmado em 2019.
O filme foi lançado em 26 de fevereiro de 2021 nos Estados Unidos, pela Warner Bros. Pictures.

## Enredo
Um gato de rua chamado Tom é contratado por uma garota chamada Kayla, uma jovem funcionária que trabalha em um hotel glamoroso em Nova York, para se livrar de Jerry, um rato travesso que fixou residência no hotel, antes que ele arruine um importante casamento.

## Elenco
- Chloë Grace Moretz como Kayla
- Michael Peña como Terrance
- Colin Jost como Ben
- Rob Delaney como Sr. DuBros
- Ken Jeong como Jackie
- Pallavi Sharda como Preeta
- Jordan Bolger como Cameron
- Patsy Ferran como Dorothy
- Daniel Adegboyega como Gavin
- Christina Chong como Lola
- Ajay Chhabra como Sr. Mehta

### Vozes
- William Hanna, Frank Welker e Mel Blanc como Tom (Gravações vocais de arquivo)
- William Hanna, Mel Blanc, Frank Welker e June Foray como Jerry (Gravações vocais de arquivo)
- Nicky Jam como Butch
- Lil Rel Howery como o ombro diabo para Tom
- Tone Bell como o ombro anjo para Tom

## Produção
Planos para um filme em live-action com animação de Tom & Jerry foram anunciados em 2009, depois do sucesso de Alvin e os Esquilos (2007), e seguiria as origens de Tom e Jerry e seria ambientado em Chicago. O filme seria produzido por Dan Lin, com um roteiro de Eric Gravning.
Em 6 de abril de 2015, os planos de um filme em live-action mudaram para um filme totalmente de animação e seria "na mesma linha que o material original".
Em outubro de 2018, foi anunciado que Tim Story iria dirigir um filme que misturaria live-action com animação de Tom e Jerry para a Warner Bros., que começaria a ser filmado em 2019. Foi relatado que depois que Story terminou as filmagens do filme de 2019 da Warner, Shaft, ele estava em discussões com os executivos do estúdio sobre o que ele estava interessado em dirigir. Quando Tom e Jerry foi oferecido para ele dirigir, "Ele mencionou sua admiração pelos personagens e como ele adoraria trabalhar com essa franquia".

### Animação
A animação do filme é feita pela Framestore, o estúdio contratou animadores 3D com paixão pela animação 2D para o filme. Seguindo a estratégia de basear a animação em um meio estilizado de modelagem efeitos visuais de 3D / CGI através de um acabamento no estilo 2D, criando aparelhamento inovador e técnicas de animação usadas para criar animação 2D e ferramentas personalizadas como iluminação e renderização, resultando no 3D / CGI da animação do filme, mantendo a aparência e o espírito da animação 2D, no estilo dos curtas dos anos 40 e 50. O produtor Christopher DeFaria concluiu as filmagens em live-action antes do fechamento da indústria de cinema devido à pandemia de COVID-19, com a pós-produção sendo feita remotamente para conceber cenas animadas, fazendo exploração criativa em certas tomadas e finalizando o material por meio de grupos de produção. 

### Escalação do elenco
Em março de 2019, foi relatado que Zoey Deutch e Olivia Cooke eram consideradas para interpretar a personagem Kayla, "que se junta a Tom para impedir que o maldito Jerry estrague um evento importante para ela." Além disso, Sofia Carson, Elle Fanning, Ariel Winter, Naomi Scott, Meg Donnelly, Hailee Steinfeld, Yara Shahidi, Kelly Marie Tran, Becky G e Isabela Moner também estavam sendo consideradas para a personagem. Mais tarde naquele mês, foi relatado que Peter Dinklage estava sendo considerado para interpretar o personagem Terrence, o chefe de Kayla e o vilão humano do filme. Em abril, Chloë Grace Moretz estava em negociações finais para estrelar o filme. Em maio de 2019, Michael Peña se juntou ao elenco no papel que Peter Dinklage estava sendo considerado. Colin Jost, Ken Jeong, Rob Delaney, Jordan Bolger e Pallavi Sharda foram adicionados ao elenco em julho.   Patsy Ferran foi revelada como parte do elenco em setembro de 2019.

### Filmagens
As filmagens do filme começaram em julho de 2019 em Leavesden, no Reino Unido.

### Merchandise
Em 1 de setembro de 2020, foi anunciado que a empresa fabricante de brinquedos australiana Moose Toys, fechou um acordo com a Warner Bros. para fazer mercadorias baseadas no filme, juntamente com a sequência de Space Jam.

## Música
Em 22 de julho de 2020, foi anunciado que o compositor recorrente dos filmes dirigidos por Tim Story, Christopher Lennertz, iria compor a trilha sonora do filme.

## Lançamento
Tom & Jerry Foi lançado em 26 de fevereiro de 2021 nos Estados Unidos, pela Warner Bros. Pictures. Teve a estreia anteriormente prevista para 16 de abril de 2021 e 23 de dezembro de 2020. 

### Marketing
Os mascotes de Tom e Jerry devem aparecer flutuando na 94ª Macy's Thanksgiving Day Parade para promover o filme.